# لين باول
لين باول (بالإنجليزية: Lin Powell)‏ هو سياسي أسترالي، ولد في 10 مارس 1939 في ماريبورو في أستراليا. حزبياً، نشط في الحزب الوطني الأسترالي في كوينزلاند ‏. وقد انتخب Speaker of the Legislative Assembly of Queensland ‏ (2 ديسمبر 1987 – 5 يوليو 1989) وفي 1974 Queensland state election ‏، انتخب عضو المجلس التشريعي ولاية كوينزلاند عن دائرة Electoral district of Isis ‏ (7 ديسمبر 1974 – 31 يوليو 1989).